# Indice de développement des technologies de l'information et de la communication
L'indice de développement des technologies de l'information et de la communication (ICT development index, IDI) est un indice synthétique publié par l'Union internationale des télécommunications des Nations unies sur la base d'indicateurs convenus au niveau international. Cela en fait un outil précieux pour comparer les indicateurs les plus importants pour « mesurer » la société de l'information. L'IDI est un outil standard que les gouvernements, les opérateurs, les agences de développement, les chercheurs et d'autres peuvent utiliser pour mesurer la fracture numérique et comparer les performances en matière de TIC des divers pays. L'indice de développement des TIC repose sur onze indicateurs, regroupés en trois sections : accès, utilisation et compétences.

## Critères de l'indice de développement des TIC

### Accès aux TIC
1- Abonnements au téléphone fixe pour 100 habitants
2-  Abonnements au téléphone mobile par 100 habitants
3- Bande passante Internet internationale (bits/s) par utilisateur d'Internet
4-  Pourcentage de ménages avec un ordinateur
5- Pourcentage de ménages ayant accès à Internet

### Utilisation des TIC
6 - Pourcentage de personnes utilisant Internet
7 - Abonnements fixes à large bande pour 100 habitants
8 - Abonnements mobiles à large bande pour 100 habitants

### Compétences en TIC
9 - Taux d'alphabétisation des adultes
10 - Taux brut de scolarisation secondaire
11 - Taux brut de scolarisation supérieure

## Classement
Les vingt premiers pays, selon l'IDI, en 2016 :
| rang | nom              | score |
| ---- | ---------------- | ----- |
| 1    | Corée du Sud     | 8,84  |
| 2    | Islande          | 8,83  |
| 3    | Danemark         | 8,74  |
| 4    | Suisse           | 8,68  |
| 5    | Royaume-Uni      | 8,54  |
| 6    | Hong Kong        | 8,46  |
| 7    | Suède            | 8,45  |
| 8    | Pays-Bas         | 8,43  |
| 9    | Norvège          | 8,42  |
| 10   | Japon            | 8,37  |
| 11   | Luxembourg       | 8,36  |
| 12   | Allemagne        | 8,31  |
| 13   | Nouvelle-Zélande | 8,29  |
| 14   | Australie        | 8,19  |
| 15   | États-Unis       | 8,17  |
| 16   | France           | 8,11  |
| 17   | Finlande         | 8,08  |
| 18   | Estonie          | 8,07  |
| 19   | Monaco           | 7,96  |
| 20   | Singapour        | 7,95  |